# Jean de Sainte-Marthe
Pour les articles homonymes, voir Ursicin.
Le bienheureux Jean de Sainte-Marthe est un moine franciscain espagnol mort martyr au Japon en 1618. Il a été béatifié par Pie IX en 1867, en même temps que 205 autres martyrs japonais.

## Biographie
Jean né en 1578 à Prados près de Tarragone en Espagne. Il entre chez les franciscains où il révèle des talents de musiciens. Il s'embarque pour les Philippines en 1614. Un an plus tard, il part au Japon mais très vite, le climat politique change et une persécutions des chrétiens s'abat sur le pays. En 1614, Jean de Sainte Marthe préfère quitter le pays. Mais il se ravise et reviens rapidement poursuivre sa mission d'évangélisation. Le 24 juin 1615 il est arrêté et envoyé en prison à Kyoto. Il est incarcéré avec des bandits de droit commun à la prison de Meaco,. 
Trois ans plus tard il est condamné à mort, et il est décapité le 16 août 1618. En marchant vers le lieu du supplice, il « prêchait au peuple et chantait des psaumes ». Son corps est jeté dans la fosse commune, mais cinq fidèles parviennent à le récupérer pour l’inhumer à part. L'année suivante, ces hommes seront exécuté à leur tour,,.
Il est béatifié le 7 juillet 1867 par Pie IX en même temps que deux cents cinq martyrs du Japon,,.